# Lidl-Trek (femenino)
El Lidl-Trek (código UCI: LTK) es un equipo ciclista femenino americano de categoría UCI Women's WorldTeam, máxima categoría femenina del ciclismo en ruta a nivel mundial.

## Historia
Trek-Segafredo Women es la incorporación más reciente a la línea UCI Women's Team bajo la filial del equipo masculino Trek-Segafredo, con la finalidad de apoyar al ciclismo femenino profesional.

## Material ciclista
El equipo utiliza bicicletas Trek, componentes SRAM y material Bontrager.

## Clasificaciones UCI
Las clasificaciones del equipo y de su ciclista más destacado son las siguientes:
| Temporada | Clasificación por equipos | Mejor corredora      | Posición |
| 2019      | 5.º                       | Elisa Longo Borghini | 14.ª     |
| 2020      | 1.º                       | Elisa Longo Borghini | 2.ª      |

## Palmarés
Para años anteriores véase: Palmarés del Lidl-Trek.

### Palmarés 2025

#### UCI WorldTour Femenino
| Fechas      | Carreras                                 | Ganadora       |
| 16 de marzo | Trofeo Alfredo Binda-Comune di Cittiglio | Elisa Balsamo  |
| 4 de mayo   | 1.ª etapa de la Vuelta a España (CRE)    | Lidl-Trek      |
| 14 de junio | 3.ª etapa de la Vuelta a Suiza           | Elisa Balsamo  |
| 7 de julio  | 2.ª etapa del Giro de Italia             | Anna Henderson |

#### UCI ProSeries
| Fechas        | Carreras                                    | Ganadora      |
| 26 de enero   | Schwalbe Women's One Day Classic            | Clara Copponi |
| 15 de febrero | 3.ª etapa de la Setmana Ciclista Valenciana | Elisa Balsamo |
| 16 de febrero | 4.ª etapa de la Setmana Ciclista Valenciana | Elisa Balsamo |

#### Calendario UCI Femenino
| Fechas     | Carreras                                             | Ganadora          |
| 6 de marzo | 1.ª etapa A de la Vuelta a Extremadura Féminas (CRI) | Ellen van Dijk    |
| 8 de marzo | Vuelta a Extremadura Féminas                         | Ellen van Dijk    |
| 9 de abril | Scheldeprijs                                         | Elisa Balsamo     |
| 20 de mayo | Durango-Durango Emakumeen Saria                      | Isabella Holmgren |
| 8 de junio | Dwars door de Westhoek                               | Fleur Moors       |
| 9 de junio | Gran Premio Mazda Schelkens                          | Clara Copponi     |

#### Campeonatos nacionales
| Fechas | Carreras | Ganadora |

## Plantillas
Para años anteriores, véase Plantillas del Lidl-Trek

### Plantilla 2025
| Integrantes del equipo 2025 | Integrantes del equipo 2025 | Integrantes del equipo 2025          | Integrantes del equipo 2025 |
| Corredor                    | Fecha de nacimiento         | Equipo previo                        |                             |
| --------------------------- | --------------------------- | ------------------------------------ | --------------------------- |
| Elisa Balsamo               | 27 de febrero de 1998       | Valcar-Travel & Service (2021)       |                             |
| Lucinda Brand               | 2 de julio de 1989          | Sunweb (2019)                        |                             |
| Clara Copponi               | 12 de enero de 1999         | FDJ-Suez (2023)                      |                             |
| Lizzie Deignan              | 18 de diciembre de 1988     | Boels Dolmans (2018)                 |                             |
| Niamh Fisher-Black          | 12 de agosto de 2000        | SD Worx-Protime (2024)               |                             |
| Lauretta Hanson             | 29 de octubre de 1994       | UnitedHealthcare Women's Team (2018) |                             |
| Anna Henderson              | 14 de noviembre de 1998     | Team Visma \| Lease a Bike (2024)    |                             |
| Ava Holmgren                | 22 de mayo de 2005          | Stimulus Orbea Racing Team (2023)    |                             |
| Isabella Holmgren           | 22 de mayo de 2005          | Stimulus Orbea Racing Team (2023)    |                             |
| Riejanne Markus             | 1 de septiembre de 1994     | Team Visma \| Lease a Bike (2024)    |                             |
| Fleur Moors                 | 11 de octubre de 2005       | Baloise Trek Lions (2023)            |                             |
| Emma Norsgaard Bjerg        | 26 de julio de 1999         | Movistar Team (2024)                 |                             |
| Gaia Realini                | 19 de junio de 2001         | Isolmant-Premac-Vittoria (2022)      |                             |
| Ilaria Sanguineti           | 15 de abril de 1994         | Valcar-Travel & Service (2022)       |                             |
| Isabel Sharp                | 29 de junio de 2005         |                                      |                             |
| Amanda Spratt               | 17 de septiembre de 1987    | Team BikeExchange-Jayco (2022)       |                             |
| Shirin van Anrooij          | 5 de febrero de 2002        |                                      |                             |
| Ellen van Dijk              | 11 de febrero de 1987       | Sunweb (2018)                        |                             |
| Felicity Wilson-Haffenden   | 16 de julio de 2005         | Team BridgeLane (2023)               |                             |
|                             |                             |                                      |                             |
| Fuente: ProCyclingStats     |                             |                                      |                             |